# Dennis O'Neil
Dennis J. "Denny" O'Neil (St. Louis, 3 de maio de 1939 - 11 de junho de 2020) foi um escritor e editor estadunidense, conhecido por seu trabalho com histórias em quadrinhos americanas. Dentre seus trabalhos, destacam-se suas contribuições para a DC Comics entre as décadas de 1960 e 1990, como editor das revistas do personagem Batman, onde permaneceu até a sua aposentadoria.
Suas obras mais conhecidas incluem uma série de histórias publicadas nas revistas Lanterna Verde/Arqueiro Verde e Batman, ilustradas por Neal Adams, e apontadas como eventos catalisadores de toda uma nova fase histórica na produção de quadrinhos americanos, conhecida como "Era de Bronze", bem como O Sombra, série ilustrada por Michael Kaluta, e O Questão, ilustrada por Denys Cowan. Fez parte do conselho de administração da The Hero Initiative, uma organização dedicada à caridade.
Morreu em 11 de junho de 2020, segundo a família devido a causas naturais.